# Jon Abrahams
Jonathan Avery Abrahams (n. Nueva York; 29 de octubre de 1977) es un actor estadounidense de cine y televisión.

## Biografía
Jon Avery Abrahams ha protagonizado muchos filmes y programas de televisión. Probablemente su papel más importante fue el de Bobby Prinze en la película Scary Movie, también es conocido como Dj Jonny en The Ellen DeGeneres Show en la cuarta temporada, sustituyendo al Dj Tony Okungbowa, pero se fue del show en la quinta temporada porque quería concentrarse en la actuación. Abrahams divide su tiempo entre Los Ángeles y Park Slope, Brooklyn.
Él protagonizó el videoclip "Dímelo" de Enrique Iglesias, también es asistente en Saint Ann's School en Brooklyn.

## Filmografía
- Kids (1995)
- Dead Man Walking (1995)
- Masterminds (1997)
- The Faculty (1998)
- Outside Providence (1999)
- Boiler Room (2000)
- Boston Public (2000)
- Scary Movie (2000)
- Meet The Parents (2000)
- Texas Rangers (2001)
- They (2002)
- My Boss's Daughter (2003)
- La casa de cera (2005)
- Prime  (2005)
- Bottoms Up (2006)
- Gardener of Eden (2007)
- 2 Dudes & a Dream (2007)
- The Hill (2008)
- The Penthouse (2008)
- Chess (2009) como Leonard Chess
- Missed Connections (2012)
- ¿Dónde Está Mandy? (2013)
- Terrifier 3 (2024)